# Останній бункер
«Останній бункер» — український художній фільм режисера Вадима Іллєнка, відзнятий 1991 року на кіностудії «ВТО Фест-Земля». Екранізація повісті Леоніда Бородіна «Перед судом». Про останній етап боротьби Української повстанської армії з каральними загонами НКВС. Події відбуваються після закінчення Другої світової війни.

## Акторський склад
- Віктор Соловйов — Шитов
- Олексій Богданович — Сніцаренко
- Олег Штефанко — Калиниченко
- Галина Сулима — Орина
- Олена Іллєнко — Тетяна
- Борис Молодан — Гнатюк
- Наталія Гебдовська — дружина Гнатюка
- А. Климкович — онук
- С. Гаврилюк — „Маків цвіт“
- Назар Стригун — син Орини
- Б. Дадак — „Бронзоволикий“
- Костянтин Лінартович — керівник загону УПА
- В епізодах: Н. Антонова, С. Підгорний, Євген Пашин, Валерій Наконечний, О. Агеєнков, В. Зозуля, С. Воронков, П. Легкодух, С. Бур'ян, Анатолій Пашнін, О. Костильов, А. Дубович, О. Косташ, В. Ільницький, С. Білий, Л. Орел, С. Орел, О. Ятченко, І. Романюк, Я. Горденко, А. Усенко, В. Масенко, Р. Химей, В. Кенюк, М. Видиш, В. Фокшей, А. Соколишин, В. Федорів, І. Григорійчук, В. Мигдалович, О. Масленніков, К. Артьоменко, Є. Москаленко, Олександр Герелес, Олексій Дроніков.

## Творча група
- Автори сценарію: Вадим Іллєнко, Юрій Іллєнко
- Режисер та оператор-постановник: Вадим Іллєнко
- Художник-постановник: Володимир Веселка
- Композитор: Володимир Гронський
- Звукооператор: Юрій Вінярський
- Монтажер: Світлана Кулик
- Редактор: Юрій Морозов
- Режисери: Юрій Хоменко, Ніна Благодарьова
- Оператор: Валентин Пономарьов
- Художник-гример: Світлана Замаєва
- Художник по костюмах: Ірина Ведмеденко
- Комбіновані зйомки: оператор — Георгій Лемешев, художник — Петро Корягін
- Державний симфонічний оркестр УРСР, диригент — Володимир Сіренко
- Хор викладачів Коломийського педагогічного училища; народні пісні у виконанні Любові Орел (м. Надвірна)
- Директори картини: Алла Саранова, Олексій Єсипенко, Марк Лакушев

## Нагороди
- 1991 — Приз глядацьких симпатій на І Всеукраїнському кінофестивалі (м. Київ)